# Лейквуд-Шорс (Іллінойс)
Лейквуд-Шорс (англ. Lakewood Shores) — переписна місцевість (CDP) в США, в окрузі Вілл штату Іллінойс. Населення — 665 осіб (2020).

## Географія
Лейквуд-Шорс розташований за координатами 41°16′6″ пн. ш. 88°8′6″ зх. д. / 41.26833° пн. ш. 88.13500° зх. д. (41.268241, -88.135040).  За даними Бюро перепису населення США в 2010 році переписна місцевість мала площу 6,49 км², з яких 5,92 км² — суходіл та 0,57 км² — водойми.

## Демографія
Згідно з переписом 2010 року, у переписній місцевості мешкало 1347 осіб у 508 домогосподарствах у складі 368 родин. Густота населення становила 207 осіб/км².  Було 552 помешкання (85/км²).
Расовий склад населення:
| - 96,7 % — білих - 0,3 % — корінних американців - 0,3 % — чорних або афроамериканців |

До двох чи більше рас належало 1,9 %. Частка іспаномовних становила 3,9 % від усіх жителів.
За віковим діапазоном населення розподілялося таким чином: 22,6 % — особи молодші 18 років, 65,7 % — особи у віці 18—64 років, 11,7 % — особи у віці 65 років та старші. Медіана віку мешканця становила 41,3 року. На 100 осіб жіночої статі у переписній місцевості припадало 107,2 чоловіків;  на 100 жінок у віці від 18 років та старших — 111,8 чоловіків також старших 18 років.
Середній дохід на одне домашнє господарство  становив 63 773 долари США (медіана — 55 529), а середній дохід на одну сім'ю — 76 783 долари (медіана — 78 750). За межею бідності перебувало 19,8 % осіб, у тому числі 33,1 % дітей у віці до 18 років та 0,0 % осіб у віці 65 років та старших.
Цивільне працевлаштоване населення становило 612 особи. Основні галузі зайнятості: освіта, охорона здоров'я та соціальна допомога — 17,6 %, виробництво — 15,0 %, будівництво — 14,4 %.